# Serimpi
Serimpi ou srimpi é uma dança ritualística da ilha de Java, Indonesia, associado aos palácios reais de Jogjacarta e Suracarta. A dança srimpi é uma das danças clássicas da Java Central. As danças como a bedhaya e a serimpi são associadas à cultura refinada e sofisticada das cortes javanesas e são um símbolo do poder divino de um governante. As danças serimpi são muito mais conhecidas do que as danças da bedhaya, frequentemente sendo encontradas fora da corte, em cerimônias e festivais populares.
A filosofia da dança Srimpi mostra uma guerra sem fim entre o bem contra o mal, o certo contra o errado etc. Srimpi vem da palavra impi que tem o significado de "sonho"; outro significado são os quatro elementos do universo: Gama (fogo), Angin (ar), Toya (água) e Bumi (terra). Desde os tempos antigos, a dança ocupa uma posição especial nos palácios javaneses e não podia ser comparada a outras apresentações de dança por causa de sua natureza sagrada; anteriormente, essa dança só podia ser realizada por pessoas escolhidas pelo palácio.

## Forma e movimento
A dança geralmente executada por quatro dançarinas, porém outros números, como dois, seis ou oito, também são possíveis, depende do tipo de dança. A semelhança na aparência, altura e tipo de corpo entre as dançarinos é preferida para alcançar uma melhor estética. Srimpi contém movimentos e posições suaves e lentas, as posturas das mãos são estilizadas, com movimentos graciosos para descrever modéstia, refinamento, beleza e graça. A dançarina deve se mover lentamente acompanhada de música serena.

## Música
O acompanhamento musical da dança serimpi é caracterizado por coros mistos, cantando poesia javanesa juntamente com uma orquestra de gamelões; a maioria das músicas da dança foi composta durante os séculos dezenove e vinte então as composições para gamelão refletem o gosto musical da época, com apenas algumas composições de Suracarta que usam o arranjo kethuk/kenong.

## Galeria

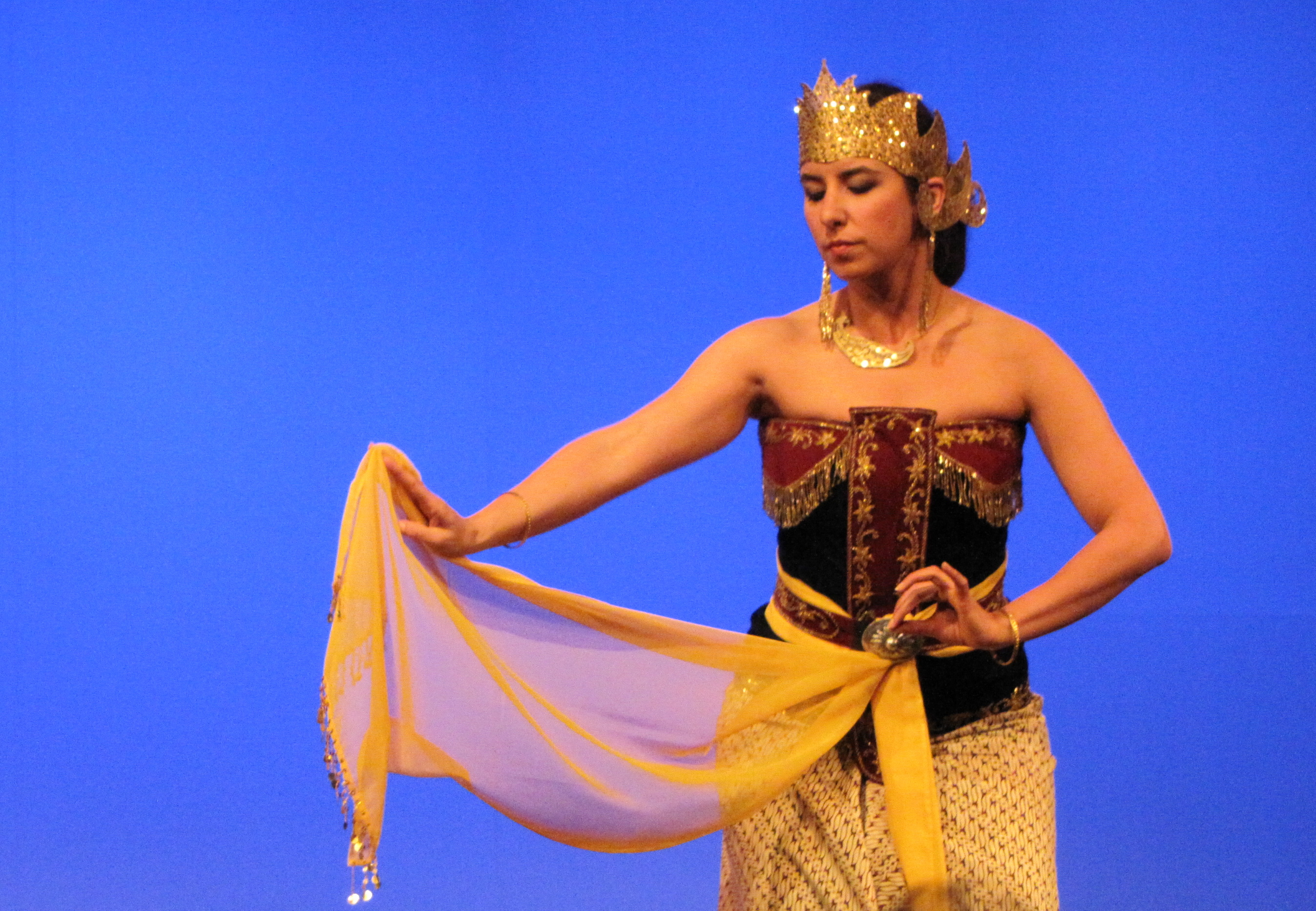
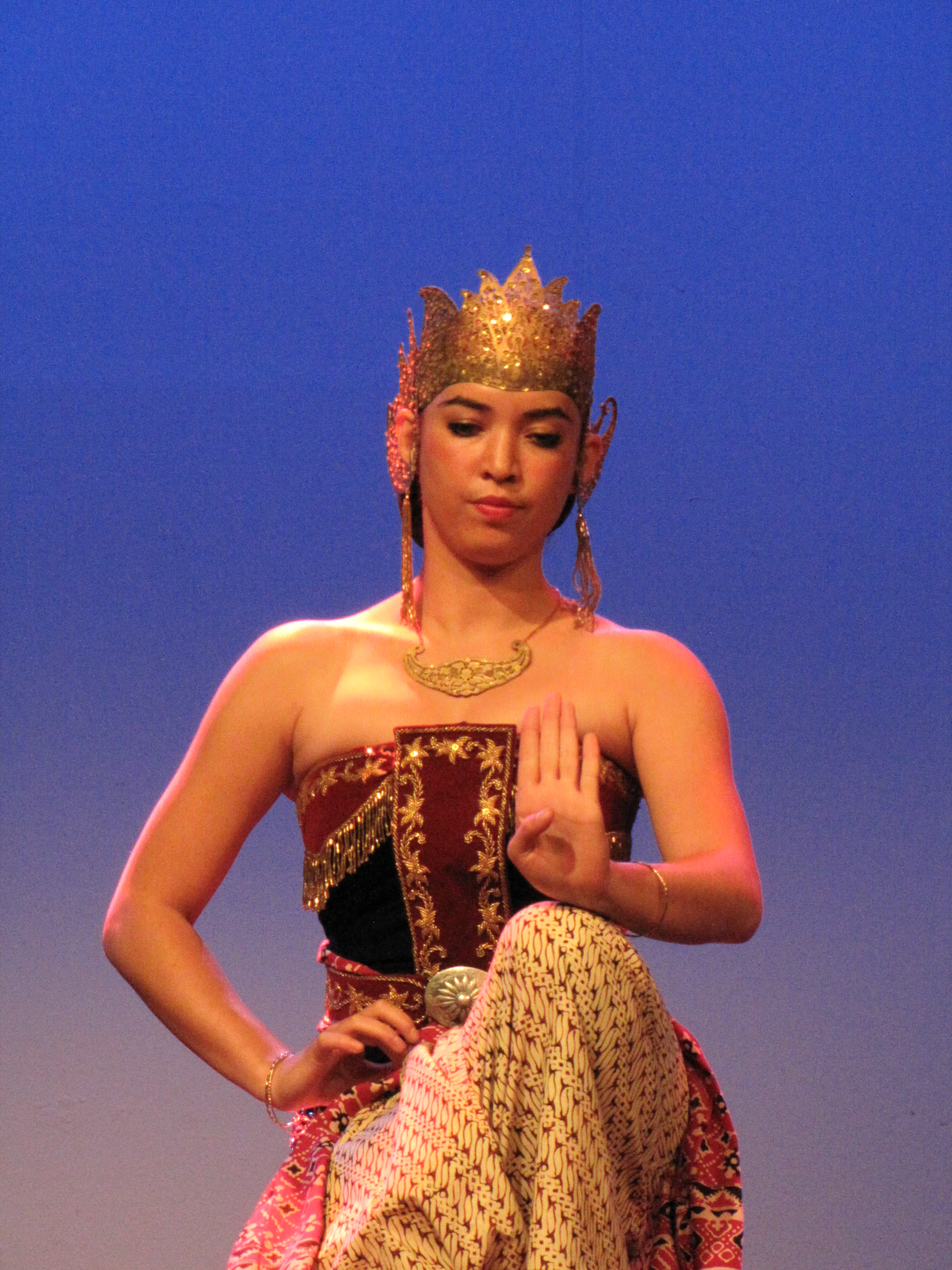
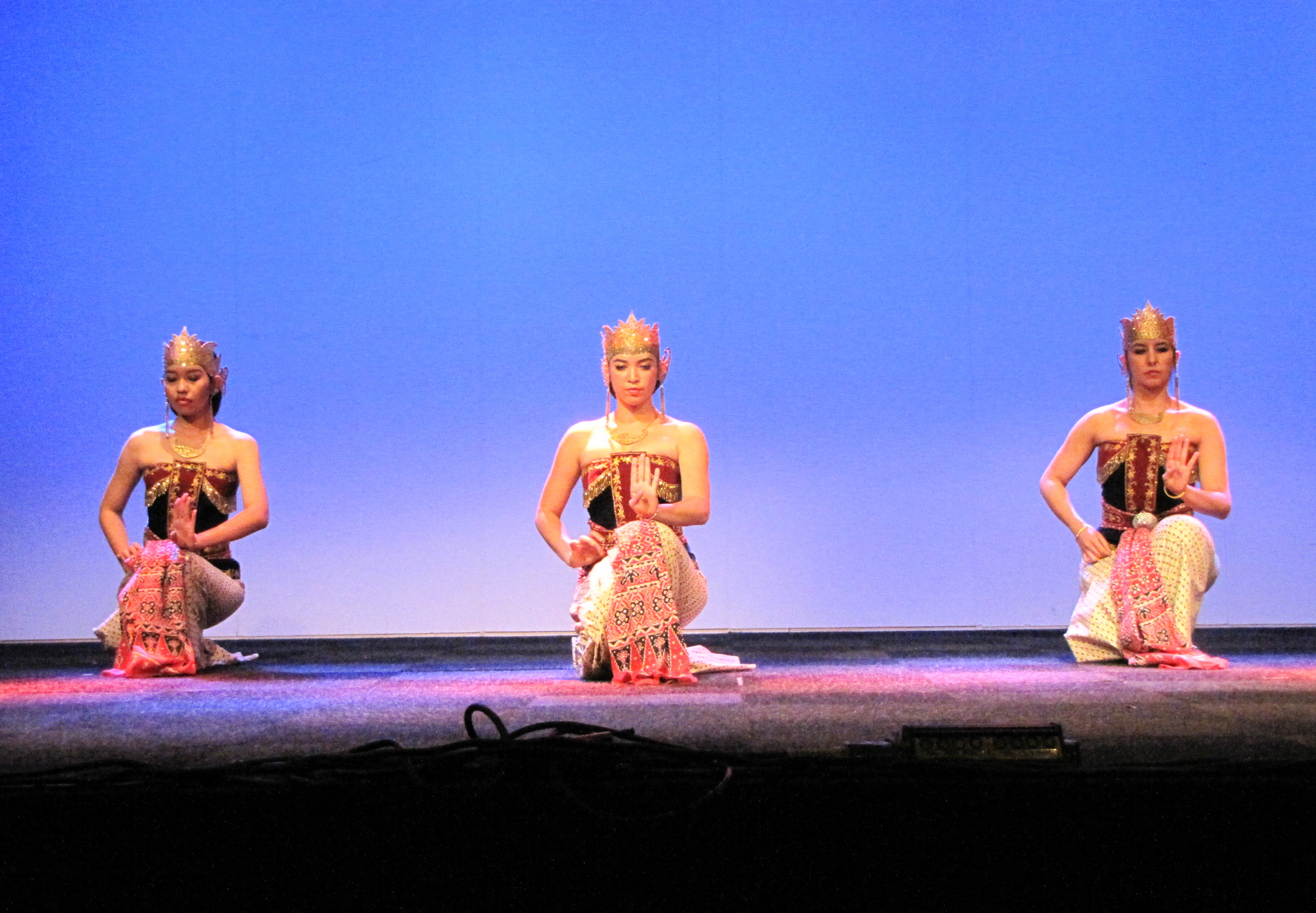